# Inverness Airport
Inverness Airport (IATA: INV, ICAO: EGPE, Schots-Gaelisch: Port-adhair Inbhir Nis) is een vliegveld in het Verenigd Koninkrijk. Het ligt in Dalcross ongeveer 13 km ten noordoosten van het centrum van Inverness.

## Geschiedenis
Het vliegveld werd aangelegd in 1940 in opdracht van het Air Ministry als vliegbasis voor de Royal Air Force. Royal Air Force station Dalcross (kortweg RAF Dalcross) was in gebruik gedurende de hele Tweede Wereldoorlog.
De luchthaven werd opengesteld voor civiel gebruik in 1947. British European Airways, een van de voorgangers van British Airways, begon halverwege de jaren zeventig met vluchten naar Londen-Heathrow met behulp van een combinatie van Hawker Siddeley Trident-jets en Vickers Viscounts. In de late jaren 1970 en begin jaren 1980 waren er twee dagelijkse vluchten tussen Inverness en Heathrow. De verlieslatende route werd echter in 1983 stopgezet. Ook Dan-Air en BA zelf kregen de route nooit rendabel, en pogingen daarnaast ook London Gatwick Airport en Manchester Airport te bedienen waren nog minder succesvol. Het was met de komst van easyJet dat een aantal routes wel succesvol opgestart raakten. De verbinding met de hoofdstad verliep dan wel via London Luton Airport. Andere succes kreeg de luchthaven met private routes, onder meer rechtstreekse vluchten naar het Franse Lorient in het zuiden van Bretagne. Maatschappijen als Air Lorient, Diwan (Air Provence International) en Air Bretagne, en later Air ITG zorgden voor het vervoer van vissers, matrozen en bemanning van vissersboten van en naar vooruitgeschoven havens in Schotland, waarmee bemanningswissels dichter bij visgronden werden uitgevoerd.

## Routes en bereikbaarheid
Inverness Airport wordt bediend door easyJet en Loganair met een breed netwerk maar ook de enkele routes van British Airways naar Heathrow en  KLM naar Amsterdam zijn succesvolle routes. Daarboven zijn er seizoensgebonden chartervluchten naar vakantiebestemmingen uitgevoerd door AlbaStar en TUI Airways. De luchthaven kende, buiten een knik na 2008, een steeds stijgend gebruik van minder dan 50.000 reizigers per jaar in de jaren zestig tot meer dan 900.000 passagiers op jaarbasis in 2019. De vlucht naar Gatwick van easyJet alleen is goed voor 30% van de passagiersstroom, de vluchten naar alle Londense luchthavens tellen voor net geen 60% van de trafiek.
In het nabijgelegen Inverness Airport Business Park opende in 2020 een Courtyard by Marriott hotel. Meerdere busmaatschappijen bedienen de luchthaven, maar hoewel de Aberdeen to Inverness Line langs de luchthavengronden loopt is er (nog) geen spoorwegstation voor de luchthaven. Voor privaat verkeer wordt de luchthaven direct ontsloten door de A96 Aberdeen-Inverness trunk road.